# Anastasio Brizuela
José Anastasio Higinio Brizuela Salcedo (11 de enero de 1788-8 de marzo de 1832) fue un militar realista que pasó al bando independentista al hacerlo Agustín de Iturbide. Consumó la independencia en Colima en noviembre de 1821.
Nació el 11 de enero de 1788 en la ciudad de Colima, siendo hijo de Diego Brizuela Luna y María Francisca de la Luz Salcedo Lobo. En 1811, fue subteniente de las milicias virreinales, y en 1821 subdelegado y comandante de las Costas del Mar del Sur. Se adhirió al Plan de Iguala y en 1823, a instancias de los generales Pedro Celestino Negrete y Miguel Barragán, luchó junto a los insurgentes Pedro Regalado Llamas, Ignacio Sandoval, José Calixto Martínez y Moreno, Miguel Gallaga, Fermín Urtíz, José Antonio Torres Venegas y el padre José Antonio Díaz en la defensa insurgente contra los realistas que buscaban recuperar la ciudad de Colima. Buscó hacer de Colima un estado y apoyó exitosamente la secesión de Jalisco en 1823, al derrotar a las tropas al mando del gobernador jalisciense. Terminó su vida dedicado a labores agrícolas. Murió el 8 de marzo de 1832. Su hermano fue el coronel Juan Antonio Brizuela Salcedo, fue dueño de la Hacienda La Estancia en Colima. Es bis-tatarabuelo del expresidente mexicano Miguel de la Madrid.